# Sárgabóbitás ágjáró
A sárgabóbitás ágjáró (Cranioleuca albicapilla) a madarak (Aves) osztályának verébalakúak (Passeriformes) rendjébe és a fazekasmadár-félék (Furnariidae) családjába tartozó faj.

## Rendszerezése
A fajt Jean Cabanis német ornitológus írta le 1873-ban, a Synallaxis nembe Synallaxis albicapilla néven.

## Alfajai
- Cranioleuca albicapilla albicapilla (Cabanis, 1873)
- Cranioleuca albicapilla albigula Zimmer, 1924[2]

## Előfordulása
Dél-Amerikában, az Andok keleti részén, Peru területén honos. Természetes élőhelyei a szubtrópusi és trópusi hegyi esőerdők és magaslati cserjések, valamint legelők és szántóföldek. Állandó nem vonuló faj.

## Megjelenése
Testhossza 17 centiméter, testtömege 18-24 gramm.
|  |

## Életmódja
Ízeltlábúakkal táplálkozik.

## Természetvédelmi helyzete
Az elterjedési területe kicsi, de egyedszáma stabil. A Természetvédelmi Világszövetség Vörös listáján nem fenyegetett fajként szerepel.